# Josef Havlín (senátor)
Josef Havlín (2. října 1882 Ostrov – 2. prosince 1945) byl český a československý politik a senátor Národního shromáždění ČSR za Československou národní demokracii, později za Národní sjednocení.

## Biografie
Pocházel ze zemědělské rodiny. Rodiče provozovali hostinec, který ale po roce 1886 a uzavření místní sklářské huti přestal být výnosný. Na přímluvu místního faráře se dostal po absolvování obecné školy na reálnou školu v Kutné Hoře. Po maturitě odešel do Prahy, kde s vyznamenáním absolvoval českou techniku. Stal se pomocným demonstrátorem analytické chemie a směřoval k dráze vysokoškolského profesora. Před koncem studia ale tragicky zahynul jeho otec při hašení požáru sousedovy usedlosti. Roku 1905 nastoupil vojenskou službu v rakousko-uherské armádě a absolvoval důstojnický kurz. Pak nastoupil na technickou praxi do Pardubic. Od dubna 1908 působil ve státní službě v technické kontrole. V této pozici působil po zbytek aktivního života, nejprve Mladá Boleslav, pak Rosice u Pardubic, Roudnice, v letech 1912–1927 Dobrovice a nakonec Nymburk. V tomto městě se pak i trvale usadil. Psal básně, angažoval se ve veřejném životě, zpíval a působil v ochotnickém divadle. Za první světové války byl nasazen na ruské frontě a raněn.
V listopadu 1918 se přihlásil k vojenské službě pro československý stát. Velel pracovnímu oddílu v cukrovaru v Dobrovici. Začal se angažovat i politicky. V mládí mu bylo blízké sociálně demokratické hnutí (jeho otec byl aktivistou Českoslovanské sociálně demokratické strany dělnické). V letech 1901–1905 byl Josef Havlín členem radikálního studentského hnutí. Po roce 1916 se ale začal sbližovat s politikou Karla Kramáře a pak vstoupil do národní demokracie. Působil zejména jako agitátor v menšinových otázkách. Od roku 1920 byl organizátorem strany, od roku 1926 oficiálním stranickým řečníkem.
V parlamentních volbách v roce 1929 získal senátorské křeslo v Národním shromáždění za národní demokraty. Mandát obhájil v parlamentních volbách v roce 1935, nyní za Národní sjednocení, do kterého národní demokracie vplynula. V červnu 1937 vystoupil ze senátorského klubu Národního sjednocení a dočasně byl nezařazeným senátorem. V únoru 1938 vstoupil jako hospitant do klubu Československé živnostensko-obchodnické strany středostavovské. V senátu setrval do jeho zrušení v roce 1939, přičemž krátce předtím, v prosinci 1938, ještě přešel do klubu nově zřízené Strany národní jednoty.
Profesí byl vrchním technickým komisařem v Nymburku. V době druhé republiky odešel do penze.